# Табакера
Табакера (на френски: tabatière) е кутия, обикновено сгъваема, за тютюн или цигари. Днес се употребява значително по-рядко, отколкото в миналото. Табакерата, която се използва за съхраняване на тютюн, най-често е с кръгла форма, докато тази за цигари – с правоъгълна. Изработва се от слонова кост, дърво, янтар, метал. Понякога табакерите са инкрустирани със скъпоценни и полускъпоценни камъни. Табакерите за тютюн могат да имат няколко прегради за различни видове, докато тези за цигари имат ластик или друго приспособление което да запазва цигарите от разместване и смачкване.